# Oscar Pelliccioli
Oscar Pelliccioli (Verdellino, 1 juli 1965) is een voormalig Italiaans wielrenner. Tegenwoordig is hij ploegleider bij de wielerploeg Milram.

## Belangrijkste overwinningen
1994
- Coppa Agostoni
- 6e etappe Tour DuPont

1995
- Eindklassement Trofeo dello Scalatore

1997
- Bergklassement Ronde van Polen

## Resultaten in voornaamste wedstrijden
| Jaar | Ronde van Italië | Ronde van Frankrijk | Ronde van Spanje |
| ---- | ---------------- | ------------------- | ---------------- |
| 1990 |                  |                     |                  |
| 1991 | opgave           |                     |                  |
| 1992 |                  |                     | 94e              |
| 1993 | 50e              |                     |                  |
| 1994 | 25e              | 15e                 |                  |
| 1995 | opgave           | 32e                 | 24e              |
| 1996 | 23e              | 85e                 |                  |
| 1997 | 39e              | 80e                 |                  |
| 1998 |                  |                     |                  |
| 1999 | 76e              | opgave              |                  |
| 2000 | 35e              |                     | 108e             |

| Jaar | Milaan-San Remo | Amstel Gold Race | Luik-Bast.‑Luik | Ronde van Lombardije | Waalse Pijl |  | WK op de weg |
| ---- | --------------- | ---------------- | --------------- | -------------------- | ----------- |  | ------------ |
| 1990 |                 |                  |                 | 27e                  |             |  |              |
| 1991 |                 |                  |                 | 87e                  |             |  |              |
| 1992 |                 |                  |                 | 63e                  |             |  |              |
| 1993 |                 | 76e              |                 | 53e                  |             |  |              |
| 1994 | 60e             | 35e              |                 | 17e                  |             |  |              |
| 1995 |                 |                  | 45e             | 23e                  | 46e         |  | 16e          |
| 1996 | 149e            |                  | 29e             |                      | 43e         |  |              |
| 1997 |                 |                  | 85e             | 24e                  | 103e        |  |              |
| 1998 |                 |                  | 47e             |                      | 47e         |  |              |
| 1999 |                 |                  |                 |                      |             |  |              |
| 2000 |                 |                  |                 |                      |             |  |              |